# 酒巻誉洋
酒巻 誉洋（さかまき たかひろ、1980年2月20日 - ）は、群馬県邑楽郡千代田町出身の俳優、演出家。放映新社所属。

## 人物
身長162cm。血液型A型。
趣味は散歩、漫画、写真、石。特技は絵画、陸上競技（ハードル）、体操。
関東学園大学附属高等学校、日本映画学校俳優科卒。
妻は女優の辻村優子。

## 出演作品

### テレビドラマ
- 仮面ライダーシリーズ（テレビ朝日）
  - 仮面ライダー電王 第11話（2007年） - 助監督
  - 仮面ライダーキバ 第3話（2008年） - 新聞勧誘員
- ドラマ8 / 七瀬ふたたび 第1話（2008年、NHK）
- 金曜ドラマ / コンカツ・リカツ 第2話（2009年、NHK）
- 天装戦隊ゴセイジャー epic18、36、38（2010年、テレビ朝日） - アナウンサー（レポーター）
- ドラマ24 / 撮らないで下さい!!グラビアアイドル裏物語 第6話（2012年、テレビ東京） - 鈴木
- Answer〜警視庁検証捜査官 第1話（2012年、テレビ朝日）
- 警視庁捜査一課9係 第2、7話（2013年、テレビ朝日） - 鑑識
- 木曜劇場 / 問題のあるレストラン 第1話（2015年、フジテレビ） - 福森
- 連続ドラマW / 沈まぬ太陽 第3話（2016年、WOWOW）
- 金曜ドラマ / ハロー張りネズミ 第6話（2017年、TBS）
- 金曜ナイトドラマ / ホリデイラブ 第3話（2018年、テレビ朝日）
- BS時代劇 / 大富豪同心（NHK BSプレミアム）
  - 大富豪同心2 第3話（2021年）
  - 大富豪同心3 第7、8話（2023年） - 備前屋
- 大河ドラマ / いだてん〜東京オリムピック噺〜 第24話（2019年、NHK）
- 帯ドラマ劇場 / やすらぎの刻〜道 第16週（第79話）（2019年、テレビ朝日）
- 相棒 19初回スペシャル（2019年、テレビ朝日） - 天蓋杜夫
- 土曜ドラマ / 初恋の悪魔 第4話（2022年、日本テレビ） - 傘を横に持っていた男
- エルピス-希望、あるいは災い- 第7話（2022年、カンテレ）

### テレビ番組
- カスペ! / お客様は王様かよっ!? 仰天苦情ファイル（2012年、フジテレビ）
- 中居正広の金曜日のスマイルたちへスペシャル「死体は語る…法医学上野正彦の事件簿6」（2018年、TBS）
- プレミアムステージ / 機械と音楽（2019年、NHK BSプレミアム）

### 映画
- 穢れ多き、人に非ず（2007年）
- Milord the film（2009年） - 主演
- マイ・サンシャイン（2010年） - 主演
- はやぶさ/HAYABUSA（2011年、20世紀フォックス映画）
- 悪の教典（2012年、東宝）
- ちはやふる -上の句-（2016年、東宝）
- 樹海村（2021年、東映） - 刑事
- ファーストラヴ（2021年、KADOKAWA） - 裁判官
- POP!（2021年、ムービー・アクト・プロジェクト）
- マッチング（2024年、KADOKAWA）

### オリジナルビデオ
- 帰ってきた天装戦隊ゴセイジャー last epic（2011年、東映ビデオ） - レポーター

### 配信ドラマ
- #love_delusion 第10話（2021年、LINE NEWS VISION）
- 必ず二度見返したくなるドラマ『わたしたち、美脚部』（2021年、YouTube）
- スマホラー「はためく」（2021年、smash.）
- 浅草キッド（2021年、Netflix）

### 舞台
- MU「君は死んでいる／その他短編」（2007年）
- G.O.D.system 神様プロデュース「月とテロル」（2007年）
- G-up Backup Series「棄憶〜kioku〜」（2007年）
- 演劇ユニット 経済とH「ベゴニアと鈴らん〜夜のストレンジャー〜」（2008年）
- 劇団ギリギリエリンギ（2008年）
  - AnotherWorksVol.2「1K〜山手線の左下から愛を叫ぶ〜」
  - 「THE BEST of 1K 〜SSGP・Shinjyuku South Gate Park〜」
- パラドックス定数
  - 「HIDE AND SEEK」（2008年）
  - 「元気で行こう絶望するな、では失敬。」（2010年）
  - 「HIDE AND SEEK」（2012年）
- 演劇ユニット★ローカルトークス「渚にて」（2008年）
- 4×1h project Play#2「ソヴァージュばあさん」（2009年）
- バナナ学園純情乙女組〜落しマエ公演〜「アタシだけ楽しいの」（2009年）
- 「成れの果て」（2009年）
- 世界名作小劇場「初恋」（2009年）
- DULL-COLORED POP「マリー・ド・ブランヴィリエ侯爵夫人」（2009年）
- タカハ劇団「モロトフカクテル」（2009年）
- カトリ企画
  - UR「チェーホフのスペック」（2011年）
  - UR「チェーホフのスペックII」（2012年）
  - ANNEX ひとり芝居集「密／夜光」（2012年）※「夜光」は演出
  - UR「タバコの害について」（2012年）
- FOSSETTE×feblabo×エビス駅前バー プロデュースSide-B「ロング・ミニッツ-The loop of 7 minutes-」（2010年）
- 北京蝶々「あなたの部品 リライト」（2010年）
- 時間堂
  - 「廃墟」（2011年）
  - 「星の結び目」（2011年）
- 風琴工房
  - 「Archives of Leviathan」（2011年）
  - 「国語の時間」（2013年）
  - 「おるがん選集3 痩せた背中」（2013年）
  - 「hedge」（2013年）
  - 「penalty killing」（2015年）
  - 「無頼茫々」（2015年）
  - 「4センチメートル」（2016年）
  - 「penalty killing remix」（2017年）
- ジェットラグプロデュース
  - 「11のささやかな嘘」（2011年）
  - 「呪い」（2013年）
- Theatre Polyphonic音楽冒険活劇「ペール・ギュント」（2012年）
- 鵺的「この世の楽園」（2013年）
- MOKK project「ヴァニッシング・リム／Vanish」（2014年）
- A.C.O.A「ジョン・シルバー」（2014年）
- ガレキの太鼓
  - 「妹の歌」（2014年）
  - 「止まらずの国」（2014年）
  - 「地上10センチ」（2018年）
- 「残花 -1945 さくら隊 園井恵子-」（2016年）
- 流山児★事務所「OKINAWA1972」（2016年）
- 「アケルナル〜星の願い、夢の音色〜」（2017年）
- 津あけぼの座クリエーション Vol.3　おとこしばい おんなしばい「霧笛」「熊」（2017年）
- 鵺的トライアルvol.2「天はすべて許し給う」（2018年）
- 風琴工房改めserial number『SERIAL NUMBERのSERIAL NUMBER』「nursery」（2018年）
- ACM劇場プロデュース公演／未来サポートプロジェクト「海辺の鉄道の話」（2018年）
- Serial Number
  - 「アトムが来た日」（2018年）
  - 「機械と音楽」（2019年）
  - 「コンドーム0.01」（2019年）
  - 「All My Sons」（2020年）
  - 「hedge 1-2-3」（2021年）
- 「雄鶏と道化」（2019年）
- 「岬のマヨイガ」（2021年）
- 演劇／微熱少年
  - 「小医癒病」中医癒人大医癒世（2022年）
  - 「すべて重力のせいだ」（2023年）
  - 「めいく みぃ すまいる、あげいん」（2024年）
- NHK横浜放送局 関東大震災100年記舞台「筆先のあなたへ」（2023年）
- 昭和大事件連続上演 光への道は遠く「獄窓の雪 -帝銀事件-」（2023年）

### CM
- 出光興産・ウルトラ出光人「有機EL編」
- 大塚製薬・SOYJOY「勝手に会議中継篇」
- キヤノン電子
- IMAXデジタルシアター
- ららぽーと「秋からおトク篇」
- マツダ「お店に、マツダッシュ!! ユーザー篇」
- H.I.S「初夢フェア」
- ハウス食品・メガシャキ
- サントリー・プレミアムボス 宇宙人ジョーンズシリーズ「プレミアム対談」篇
- 常盤薬品工業・眠眠打破「みんみん3兄弟」篇
- 日本ハム・シャウエッセン「はじまりの合図A」
- 日本コカ・コーラ・リアルゴールド「リアルゴールド やる気サポート・メール返信」篇 - 先輩
- 第一パン・ポケモンパン 「親子でポケモンパン篇」

### WEB
- JAバンク・「月にいるのは」篇 -みんなのちょリスのステキな毎日-
- 森永製菓・おっとっと35周年ムービー「記者会見」編 - 記者の声
- 日本コカ・コーラ・リアルゴールド「やる気サポートソング」篇 - 先輩
- SAMSUNG mobile「OMNIA POP」 - 声の出演

### MV
- マカロニえんぴつ「たましいの居場所」（2022年、トイズファクトリー）

### ラジオドラマ
- FMシアター（NHK-FM放送）
  - 「静かな生活」（2015年） - 遥斗の父、電話男
  - 「星降る教室」（2016年） - トラ猫、青木銀次郎